# 상주 우복 종택
상주 우복 종택(尙州 愚伏 宗宅)은 대한민국 경상북도 상주시 외서면 우산리에 있는 조선시대의 건축물이다. 1982년 2월 24일 경상북도의 민속문화재 제31호로 지정되었다가, 2017년 7월 13일 지정 예고를 거쳐, 2018년 11월 1일 대한민국의 국가민속문화재 제296호로 지정되었다.

## 개요
진주 정씨 우복 정경세(1563∼1633) 선생이 38세 때 이 고장에 들어와 남은 여생을 지낸 곳으로, 우복동천이라고도 한다. 선생이 선조와 인조 때 성실하게 활동한 것을 치하하여 영조가 남북 10리와 동서 5리의 우복동천 구역을 하사함으로서 5대손인 정주원 때부터 대대로 살게 되었다.
튼 ㅁ자로 배치된 건물은 안채, 사랑채, 행랑채, 사당, 가묘가 남아 있다. 안채는 ㄱ자형으로 부엌·안방·윗방·대청·상방으로 구성되었고, 사랑채는 一자형 구조로 사랑방·대청·건넌방이 배열되어 있다. 집 몸채의 바닥이 마당보다 상당히 높게 자리잡고 있어 특이하다.

## 국가민속문화재 지정 사유
우복(禹伏) 정경세(1563~1633) 선생은 1602년 대산루를 짓고 1603년 별서 기능을 가진 계정을 지었으며 그의 고손자인 주원(1563~1633)은 영조가 하사한 사패지에 종택을 지었다.
이 종택은 우복산과 이안천을 낀 전형적인 배산임수에 자리하고 있으며 안채, 사랑채, 행랑채, 사당이 튼 口자형으로 배치된, 종택으로써 갖추어야 할 건축적 요소들을 잘 간직하고 있는 영남 지방의 반가이다.
종택보다 이전에 건립된 계정과 대산루는 별서 기능에서 종택의 별당과 또는 접빈공간으로 기능의 변화를 가져왔으며, 대산루 T자형 평면구성은 영남지방 반가에서 찾아보기 힘든 독특한 형태를 띠고 있다.
정조가 하사한 시문판을 소장하고 있고 기제사와 묘제 등 조선시대 제례문화가 현재까지 전승되는 등 역사적·학술적·민속적·건축적 가치가 잘 보존되어 있어 국가민속문화재로 지정 보존할 가치가 있다.

## 지정 내역
| 명칭           | 명칭   | 시대     | 구조/형식/형태                       | 크기/수량 | 소유자       |
| -------------- | ------ | -------- | ------------------------------------ | --------- | ------------ |
| 상주 우복 종택 | 안채   | 조선시대 | 목조, 5량(몸채), 3량(익사), 팔작지붕 | 141.7㎡   | 진주정씨종중 |
| 상주 우복 종택 | 사랑채 | 조선시대 | 목조, 5량, 팔작지붕                  | 81.4㎡    | 진주정씨종중 |
| 상주 우복 종택 | 아래채 | 조선시대 | 목조, 3량, 맞배지붕                  | 83.2㎡    | 진주정씨종중 |
| 상주 우복 종택 | 대문채 | 1991년   | 목조, 3량, 맞배지붕                  | 81.3㎡    | 진주정씨종중 |
| 상주 우복 종택 | 사당   | 조선시대 | 목조, 5량, 맞배지붕                  | 72.2㎡    | 진주정씨종중 |
| 상주 우복 종택 | 별묘   | 조선시대 | 목조, 3량, 맞배지붕                  | 46.4㎡    | 진주정씨종중 |
| 상주 우복 종택 | 계정   | 조선시대 | 목조, 3량가, 초가지붕                | 13.9㎡    | 진주정씨종중 |
| 상주 우복 종택 | 대산루 | 조선시대 | 목조, 5량가, 팔작지붕                | 111.6㎡   | 진주정씨종중 |
| 계             | 계     | 계       | 계                                   | 631.7㎡   |              |

## 참고 문헌
- 상주 우복 종택 - 국가유산청 국가유산포털